# Saint-Cyr-des-Gâts
Pour les articles homonymes, voir Saint-Cyr.
Saint-Cyr-des-Gâts est une commune française située dans le département de la Vendée en région Pays de la Loire.

## Géographie
Le territoire municipal de Saint-Cyr-des-Gâts s’étend sur 2 109 hectares. L’altitude moyenne de la commune est de 104 mètres, avec des niveaux fluctuant entre 49 et 132 mètres,.
|                            | Thouarsais-Bouildroux    | Cezais   |
| Saint-Laurent-de-la-Salle  | Saint-Cyr-des-Gâts       |          |
| Saint-Martin-des-Fontaines | Marsais-Sainte-Radegonde | Bourneau |

### Climat
Pour des articles plus généraux, voir Climat des Pays de la Loire et Climat de la Vendée.
En 2010, le climat de la commune est de type climat océanique franc, selon une étude du CNRS s'appuyant sur une série de données couvrant la période 1971-2000. En 2020, Météo-France publie une typologie des climats de la France métropolitaine dans laquelle la commune est exposée à un climat océanique et est dans la région climatique  Bretagne orientale et méridionale, Pays nantais, Vendée, caractérisée par une faible pluviométrie en été et une bonne insolation.
Pour la période 1971-2000, la température annuelle moyenne est de 11,7 °C, avec une amplitude thermique annuelle de 14,4 °C. Le cumul annuel moyen de précipitations est de 912 mm, avec 12,4 jours de précipitations en janvier et 7 jours en juillet. Pour la période 1991-2020, la température moyenne annuelle observée sur la station météorologique de Météo-France la plus proche, « Sainte Gemme la Plaine_sapc », sur la commune de Sainte-Gemme-la-Plaine à 20 km à vol d'oiseau, est de 13,0 °C et le cumul annuel moyen de précipitations est de 809,1 mm,. Pour l'avenir, les paramètres climatiques de la commune estimés pour 2050 selon différents scénarios d'émission de gaz à effet de serre sont consultables sur un site dédié publié par Météo-France en novembre 2022.

## Urbanisme

### Typologie
Au 1er janvier 2024, Saint-Cyr-des-Gâts est catégorisée commune rurale à habitat dispersé, selon la nouvelle grille communale de densité à sept niveaux définie par l'Insee en 2022.
Elle est située hors unité urbaine. Par ailleurs la commune fait partie de l'aire d'attraction de Fontenay-le-Comte, dont elle est une commune de la couronne,. Cette aire, qui regroupe 30 communes, est catégorisée dans les aires de moins de 50 000 habitants,.

### Centre d'enfouissement de déchets ultimes
Saint Cyr des Gâts accueille sur son territoire le centre d'enfouissement des déchets ultime Solitop, qui fait partie de Sarp industrie, filiale de Véolia dédiée au recyclage et au traitement des déchets dangereux.s. En service depuis 2001, ce site classé Seveso est spécialisé dans le stockage de déchets dangereux (terres polluées, amiante, boues minérales en provenance notamment de procédés industriels, mâchefers, ...). 50 000 tonnes sont actuellement traitées par an, avec une autorisation courant jusqu'à fin 2025.
Solitop souhaite obtenir un renouvellement de son autorisation d'exploiter pour 20 ans, tout en doublant son activité sur site.

### Occupation des sols
L'occupation des sols de la commune, telle qu'elle ressort de la base de données européenne d’occupation biophysique des sols Corine Land Cover (CLC), est marquée par l'importance des territoires agricoles (90,7 % en 2018), en diminution par rapport à 1990 (92,2 %). La répartition détaillée en 2018 est la suivante : 
terres arables (40,6 %), zones agricoles hétérogènes (33,3 %), prairies (16,8 %), forêts (7,2 %), zones urbanisées (2,1 %). L'évolution de l’occupation des sols de la commune et de ses infrastructures peut être observée sur les différentes représentations cartographiques du territoire : la carte de Cassini (XVIIIe siècle), la carte d'état-major (1820-1866) et les cartes ou photos aériennes de l'IGN pour la période actuelle (1950 à aujourd'hui).

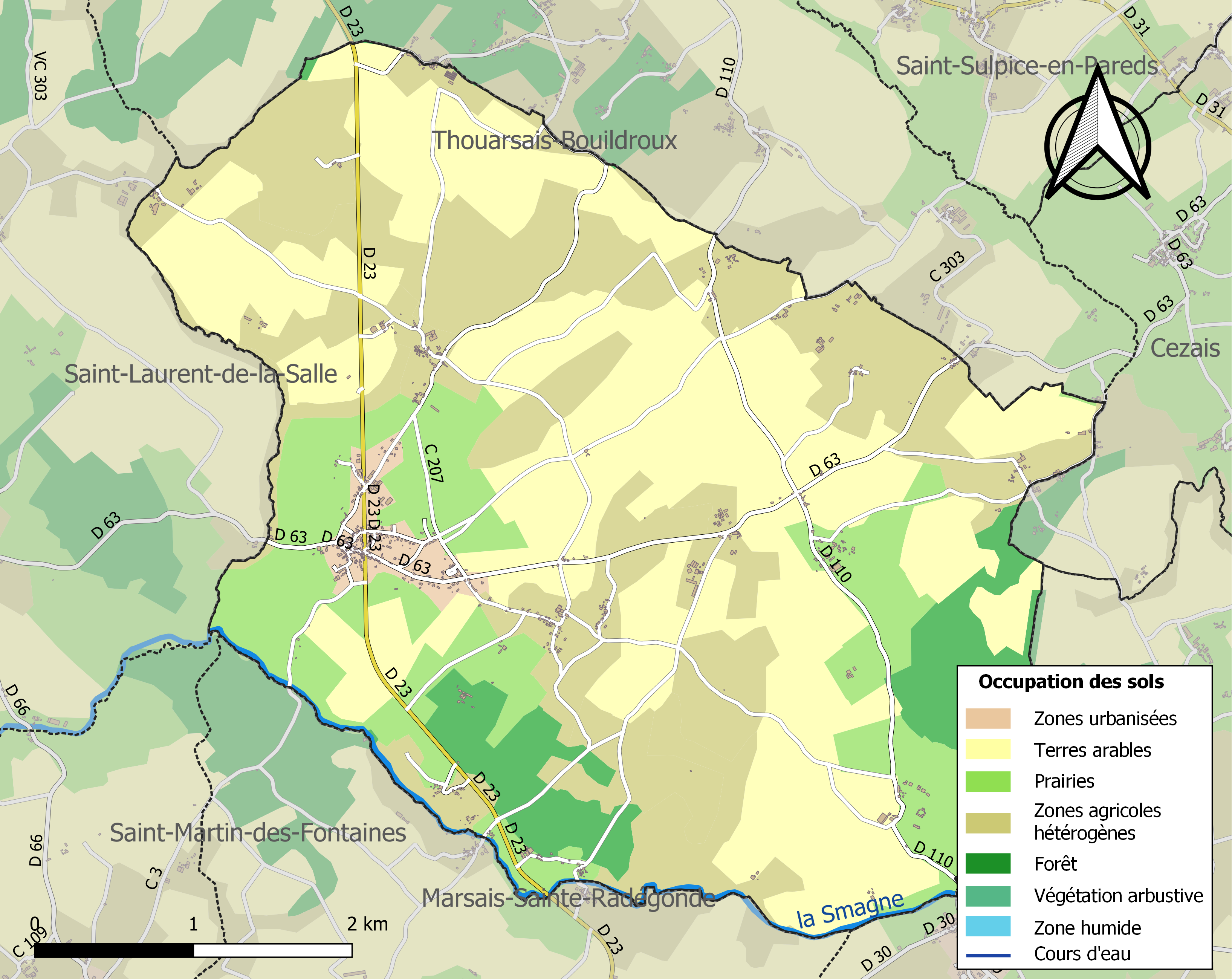
Carte des infrastructures et de l'occupation des sols de la commune en 2018 (CLC).

## Toponymie
La commune doit son nom pour partie à saint Cyr, jeune martyr chrétien du IVe siècle, fils de sainte Julitte et pour partie à sa position géographique à l'ouest des pays de la Gâtine vendéenne.
Durant la Révolution, la commune porte le nom de Les Gâts.

## Politique et administration

### Liste des maires
| Période                                  | Période  | Identité          | Étiquette      | Qualité             |
| ---------------------------------------- | -------- | ----------------- | -------------- | ------------------- |
| 1950                                     | 1983     | Bobinet de Langle | Conservateur   |                     |
| 1983                                     | 1989     | René Morin        | Sans étiquette | exploitant agricole |
| 1989                                     | 2014     | Michel Garnier,   | Sans étiquette | exploitant agricole |
| mars 2014                                | En cours | Francis Rivière   |                | exploitant agricole |
| Les données manquantes sont à compléter. |          |                   |                |                     |

## Population et société

### Démographie

#### Évolution démographique
L'évolution du nombre d'habitants est connue à travers les recensements de la population effectués dans la commune depuis 1793. Pour les communes de moins de 10 000 habitants, une enquête de recensement portant sur toute la population est réalisée tous les cinq ans, les populations de référence des années intermédiaires étant quant à elles estimées par interpolation ou extrapolation. Pour la commune, le premier recensement exhaustif entrant dans le cadre du nouveau dispositif a été réalisé en 2004.

En 2022, la commune comptait 543 habitants, en évolution de +1,12 % par rapport à 2016 (Vendée : +5,33 %, France hors Mayotte : +2,11 %).
| 1793 | 1800 | 1806 | 1821 | 1831 | 1836 | 1841 | 1846 | 1851 |
| ---- | ---- | ---- | ---- | ---- | ---- | ---- | ---- | ---- |
| 800  | 487  | 690  | 771  | 771  | 799  | 837  | 938  | 925  |

| 1856 | 1861 | 1866 | 1872 | 1876  | 1881  | 1886 | 1891 | 1896 |
| ---- | ---- | ---- | ---- | ----- | ----- | ---- | ---- | ---- |
| 914  | 921  | 976  | 992  | 1 000 | 1 017 | 988  | 952  | 911  |

| 1901 | 1906 | 1911 | 1921 | 1926 | 1931 | 1936 | 1946 | 1954 |
| ---- | ---- | ---- | ---- | ---- | ---- | ---- | ---- | ---- |
| 882  | 932  | 882  | 818  | 768  | 728  | 747  | 750  | 726  |

| 1962 | 1968 | 1975 | 1982 | 1990 | 1999 | 2004 | 2006 | 2009 |
| ---- | ---- | ---- | ---- | ---- | ---- | ---- | ---- | ---- |
| 682  | 648  | 551  | 502  | 500  | 464  | 508  | 515  | 521  |

| 2014 | 2019 | 2022 | - | - | - | - | - | - |
| ---- | ---- | ---- | - | - | - | - | - | - |
| 534  | 528  | 543  | - | - | - | - | - | - |

#### Pyramide des âges
En 2018, le taux de personnes d'un âge inférieur à 30 ans s'élève à 31,1 %, soit en dessous de la moyenne départementale (31,6 %). De même, le taux de personnes d'âge supérieur à 60 ans est de 29,2 % la même année, alors qu'il est de 31,0 % au niveau départemental.
En 2018, la commune comptait 260 hommes pour 271 femmes, soit un taux de 51,04 % de femmes, légèrement inférieur au taux départemental (51,16 %).
Les pyramides des âges de la commune et du département s'établissent comme suit.
| Hommes | Classe d’âge | Femmes |
| ------ | ------------ | ------ |
| 0,4    | 90 ou +      | 0,4    |
| 7,3    | 75-89 ans    | 6,7    |
| 20,5   | 60-74 ans    | 23,0   |
| 20,8   | 45-59 ans    | 23,0   |
| 16,2   | 30-44 ans    | 19,3   |
| 15,1   | 15-29 ans    | 11,5   |
| 19,7   | 0-14 ans     | 16,0   |

| Hommes | Classe d’âge | Femmes |
| ------ | ------------ | ------ |
| 0,8    | 90 ou +      | 2,2    |
| 8,7    | 75-89 ans    | 11,1   |
| 20,3   | 60-74 ans    | 21,3   |
| 20     | 45-59 ans    | 19,4   |
| 17,5   | 30-44 ans    | 16,8   |
| 15     | 15-29 ans    | 13,2   |
| 17,7   | 0-14 ans     | 16,1   |

## Lieux et monuments
- Église Saint-Cyr et Sainte-Julitte de Saint-Cyr-des-Gâts (XIIe siècle).
- Moulin de la Pierre Martin.
- Panorama du bois de l'Epaud.
- Château de l'Évaudière.
- Château de la Gibonnière (XVe/XVIe).

## Pour approfondir